# 白沟站
白沟站是津保铁路霸徐段的一站，位于中华人民共和国河北省保定市雄县朱各庄镇东王槐村南，车站中心里程为DK95+350，白沟镇位于其西偏北5公里，雄县县城位于其南10公里，车站于2015年12月28日随津保铁路一同投入使用。

## 车站结构
| 地上二楼 | 侧式站台 | 侧式站台                                     |
| 地上二楼 | 1站台    | 津保铁路 往天津西方向（霸州西）              |
| 地上二楼 | 通过线   | 津保铁路 上行列车通过线                      |
| 地上二楼 | 通过线   | 津保铁路 下行列车通过线                      |
| 地上二楼 | 2站台    | 津保铁路 往保定方向（白洋淀）                |
| 地上二楼 | 侧式站台 |                                              |
| 地上一楼 | 候车室   | 售票处、自动售票机、验票闸门、等候区、出入口 |